# 哈德森鎮區 (明尼蘇達州道格拉斯縣)
哈德森鎮區（英語：Hudson Township）是位於美國明尼蘇達州道格拉斯縣的一個行政鎮區。

## 地方資料
哈德森鎮區的面積為90.80平方千米，當中陸地面積為85.84平方千米，而水域面積為4.96平方千米。根據2020年美國人口普查的數據，當地共有人口944人，而人口密度為每平方千米10.4人。